# インターネットラジオ
インターネットラジオとは、インターネットプロトコルを通じて、主として音声で番組を配信するインターネットのコンテンツの一形態である。単にネットラジオ、またはウェブラジオ、ネトラジ、IRともいう。
ラジオと称してはいるが、電波ではなくインターネット上にて配信されるため、パソコン・スマートフォン・スマートスピーカー等を利用し聴取する。

## 概要と原理
インターネットラジオには、聴取にラジオ用の専用機器が不要なこと、通常の放送では電波が弱かったり混信が発生する地域でもクリアな音声で受信できること、SNSなどインターネット特有の付加機能を利用できることなどの利点がある。
一定速度以上（配信元の配信設定に依存）の転送速度を持つインターネット接続環境と、再生ソフトを組み込んだパソコン・スマートフォン・スマートスピーカーもしくはインターネットラジオ再生端末との組み合わせにより、技術的には世界中どこでも聴取が可能である。そのため、海外のポピュラー音楽やクラシック音楽の演奏会を聴取したり、他言語学習の素材として用いる者もいる。
原理上、送信側も受信側と同様の条件 で配信することができる。それまで最も簡便な放送手段であった、無線局免許状を必要としないミニFM局と比べても運用に必要な機器の入手や維持は容易であり、個人が全世界あてに情報を発信することも可能となった。他方でIPアドレスや通信経路の制限、著作権・放送権の制約等により聴取できない場合もあるなど、既存のラジオ放送にはない制約も生ずる。
日本のアニメ・ゲーム・声優系の番組（アニラジ）では、配信を終了したコンテンツをCD-ROMやDVD-ROMにまとめた「ラジオCD」「ラジオDVD」が発売されることがある。

## 歴史

### 2000年代
2000年代には、以下のようなネットラジオソフトやサービスが登場した。2000年代後半にはニコニコ生放送などの動画配信サービスが登場し、これを転用して音声中心の配信を行う配信主も出た。
- ポータルサイト
  - キャララジオ - アニメ関係の映像・音楽メーカー7社合同によるインターネットラジオサイト。参加各社の配信サイトへのポータルサイト的役割をもつ。
  - ねとらじ - 2001年12月31日に「らじちゃんねる」として個人運営で開設され、2002年5月5日に現名称に変更。2004年7月13日にライブドアへ、2011年8月31日に元の運営者が設立した株式会社ねとらじに営業権が譲渡された。

- SNS
  - らじろぐ - ネットラジオとブログサービスを一体化。2010年8月31日をもって運営を終了した。
  - ケロログ - 音声ブログ。
  - Second Life - グループボイスチャット機能を用いて擬似的にネットラジオ放送を行うことができる。SHOUTcast、Icecast等のストリーミング配信を仮想空間内で再生することも可能。
  - Stickam JAPAN!

- 配信用ソフトウェア 
  - SHOUTcast
  - Icecast
  - PeerCast - P2P方式配信・受信両用、Winamp等の再生ソフトが別に必要。
  - Helix Universal Server - ストリーミング方式。
  - Windows Mediaシリーズ - ストリーミング方式。

- 受信・再生用ソフトウェア
  - Windows Media Player
  - RealPlayer
  - Winamp
  - iTunes
  - Yamaha MidRadio
  - Evil Player - SHOUTcast の再生・録音に対応。

インターネットラジオ受信に対応したオーディオ機器も一部に存在した。

### 2010年代
スマートフォンや、YouTube・ニコニコ動画などの各種配信サービスの普及で、音声配信は一般化したものとなった。radiko等の大手放送局によるIPサイマル放送も普及した。
- LISMO WAVE

## 配信形態
以下の3種類がある。一部の国では法令により配信形態に制限が設けられることがある。
- 既存の放送局がインターネット上で従来の電波放送と同内容の音声、もしくはそれに準ずる内容を配信するもの。
  - 電波放送と同内容をほぼ同時にストリーミングでインターネット配信するシステムやサービスはサイマル配信とも呼称される[2][3]。
    - 日本ではストリーミングによるライブ配信として、NHKによる「NHKネットラジオ らじる★らじる」や民間放送共同出資の「radiko」がある。この2つは基本的に地上波放送と同様の内容（CM含む）を配信する「サイマル配信」[2][3] を採用し、サービスの一般名としてIPサイマルラジオを使用している[4][5]。日本国内のみが配信およびアプリケーションのダウンロード対象としており、県域民放の地域外での聴取は原則として有料である[注 2]。

  - 番組単位でサイマル・オンデマンド方式による配信をしている場合もある。
  - 日本のコミュニティ放送局をサイマル配信するサービスとして「SimulRadio」・「JCBAインターネットサイマルラジオ」・「FM++」がある。どのサービスであっても全世界を配信対象[注 3]としているため、J-WAVE[注 4]以外の県域放送局における内容はradikoプレミアム一極化の観点で配信対象外であるが、ミュージックバード製作のコミュニティ放送局向け番組は配信の対象に入っている。
- インターネット放送を専門とする企業や団体がインターネット上で配信するもの。
- 個人または放送を専門としない企業や団体がインターネット上で配信するもの。

## 配信方式
接続、伝送、提供それぞれに複数の方式があり、主要なものは以下の通り。

### 接続方式
ユニキャスト（Peer to Peer（P2P））方式
TCPなどを用いて個別に接続を確立してデータを送信する方式。
- クライアント-サーバ方式

現在主流の方式。データ配信者の設置した配信サーバに受信者がプレーヤーなどで接続し、配信側が各接続相手ごとに個別にデータを送信する。同じデータを複数回送る必要があり、接続数が増えるほど伝送帯域幅も必要となるなど無駄が多いが、帯域さえ十分にあれば安定して聴取できる。
- P2P方式（P2Pネットワーク中継転送方式）

ユニキャスト方式の一種で、リスナーは単に受信するだけではなく、受信データを他の受信者に中継転送する。インターネット上に独自のP2Pネットワークを構成し、受信リクエストの処理やデータの転送に利用する。高速なサーバ・回線を用意する必要が無いためコストが低く抑えられ、またサーバダウン等のリスクも分散できる一方、多段転送を繰り返すため接続数が増えるほど安定性に欠ける傾向がある。PeerCastなど。
マルチキャスト方式
UDPマルチキャストパケットを用いて、ネットワーク上の全ての受信者に一度にデータを送信する方式。受信者ごとに個別に内容を送信する必要があるオンデマンド方式には適さない。配信側、インターネット伝送路共に伝送帯域を大幅に節約できる。ただし、配信者と受信者の間に接続されている全てのIP機器がマルチキャストに対応していないと利用できない。

### 伝送方式
ダウンロード方式
全データをダウンロードした後に聴取が開始されるもので、主にMP3等の音声・音楽圧縮方式で圧縮され、HTTPやFTPなどの既存のプロトコルを通じてファイルの形で配信される。再生開始までの待ち時間が長い、データの品質が伝送帯域幅の制限を受けないなどの特性を持ち、ファイルサイズの問題からデータは短時間となる傾向がある。
しかしながら、最近のインターネットブラウザで再生できるようなストリーミングサービスはダウンロード方式で、数秒程度に分割した音声ファイルを次々とダウンロードして再生することにより、長時間の遅延の小さなリアルタイムストリーミングを実現している。この方法では、ファイル転送の実体はダウンロードであるので、既存のCDNにより負荷分散できるというメリットも大きい。
メタファイル
配信データのアドレスなどの情報（メタデータ）だけを記録したファイルの事。ブラウザなどがデータを一度にダウンロードし切ろうとするのを見越して、データ本体の代わりにサイズの小さいメタファイルをダウンロードさせ、この情報をプレーヤーが読み取って自力で受信、再生を始める。ダウンロード完了待ち回避のほか、ストリーミングでも非標準プロトコルを認識しないといった問題を回避するために使われる。RealPlayerのramファイルや、Windows Mediaシリーズのasx、waxファイルなどが有名。そのほかに、RSSをメタファイルとして使用するポッドキャスティングがある。回線速度が低い時代に多用された。
ストリーミング方式
全データを一度にダウンロードするのではなく、その時々の再生に必要なデータだけをリアルタイムに送信する方式。一般に再生開始までの待ち時間を極めて短くできる。この方式を利用する事によりデータをリアルタイム処理することができるため、長時間の生放送も可能となった。
RTSP、MMSなどといった独自のプロトコルが使われ、データがファイルの形式を取っていないため特殊な方法を用いない限り保存できない。受信者一人当たりが利用する伝送帯域が抑えられることや、シーク操作などで飛ばされた部分のデータ送信を省略できるといった利点がある一方、受信者側の回線に十分な帯域がない場合には「音飛び」など音声品質の劣化が避けられず、また帯域の限られている端末では事実上聴取不可能となる欠点もある。

### 提供方式
オンデマンド（アーカイブ）方式
事前に放送する内容を収録しておくなどして、利用者のリクエストによっていつでも聴取できるようにする方式。提供されている範囲で好きな時間に好きな内容を聞くことができる。
　ダウンロードしたファイルを、デジタルオーディオプレイヤーなどに転送していつでも聞けるようにしたポッドキャストもある。
ライブ（生放送）方式
マイクなどの録音機器から入ってきた音声をその場で配信データへと変換して視聴者へリアルタイムに送信する方式。伝送にはリアルタイム処理のできるストリーミング方式を利用する必要がある。リアルタイムでアーカイブされ、巻き戻しが出来ることもある。
- リクエスト方式

ライブ方式の一種で、ウェブサイトなどを通じて寄せられたリクエストを元に、放送内容を随時変更して配信する方式。ライブ放送とオンデマンドの中間的性質をもっており、主に音楽放送で利用される。

## 番組内容
各国の法令遵守の必要はあるが、それ以外に内容の制限はない。既存の放送局が電波放送の内容をそのまま流す場合もあるが、限りある電波資源を使っていないことや費用面などの障壁の低さから、実験的なフォーマットの番組やほぼ無編集の長時間番組、粗暴・卑猥な言動を含んだ番組など、既存の放送に比べて自由度が高い傾向がある。
一方で、著作権をはじめとした権利処理に係る制度が未整備であったり、多額の使用料を求められるなどの理由により、音楽や特定人物の肉声を含む番組の配信が事実上困難となる（あるいは製作・配信側から忌避される）ケースも存在する。

### 権利処理の問題点
音楽を放送する場合には、主に著作権法による規制の下に置かれる。そのほか、地上波放送の放送権に関する問題がある。

#### 日本
著作権法上いわゆる地上波放送は「公衆送信のうち、公衆によつて同一の内容の送信が同時に受信されることを目的として行う無線通信の送信」となる。インターネットラジオは基本的には「自動公衆送信」となる。自動公衆送信とは「公衆送信のうち、公衆からの求めに応じ自動的に行うもの（放送又は有線放送に該当するものを除く）」である。
放送（放送法に基づく放送事業者が行う配信）は著作権上の手続きに便宜が図られている。日本音楽著作権協会（JASRAC）の利用料規定では、電波による放送では利用者数に関係なく決められた著作権料を支払うことができ、事前に制作費に著作権料を織り込むことが可能である。ところがインターネットラジオは放送法に基づく放送ではないので、能動的に接続した利用者数に応じて著作権料が変動し、事前に制作費に著作権料を織り込むことが難しく、聴取者が増えれば増えただけ（聴取されずともアクセスされた回数分だけ）後から多額の著作権料が請求される仕組みになっている。JASRACと信託契約を締結していない場合は、個別に利用料を定額とする契約も可能ではあるが、強制許諾ではなく契約交渉に手間がかかる。
また、市販の音楽ソフトを利用する場合には、著作隣接権や実演家人格権などをクリアするため、レコード会社や著作権管理団体等とも交渉を行わなければならず、その煩雑さから個人のインターネットラジオにおいては市販の音楽ソフトを流すことは困難である。
これはインターネットテレビでも同様であり、インターネットラジオ・テレビにおいては、なるべく著作権料が発生しないような番組作りになっている。こうした状況から、インディーズアーティストとの関係を密にしたり、例外的に権利者の許可を得て流すなどの動きも見られた。
2006年10月8日に、日本レコード協会と実演家著作隣接権センター（CPRA）によって「ラジオ・テレビの放送番組の楽曲のネット利用の集中管理」が開始され、放送局が運営するサイト上において番組をラジオ放送と同時にストリーミング配信するという条件であれば権利者に個別に許可を得る必要がなくなった。
音楽等に関する著作権以外では、スポーツ中継、特にオリンピックやFIFAワールドカップといった国際的な大会や、一部の国内大会（プロ野球における東北楽天ゴールデンイーグルス主催試合は2011年度まで配信対象外だった）における放送権の問題、選挙期間中の政見放送の扱いなどがある。
なおradikoについては、全国を放送地域としている短波放送の日経ラジオ社（ラジオNIKKEI）および全国に展開する通信制大学である放送大学の授業放送という特殊な目的を持つ放送大学ラジオ（関東地上波では1985年の開学以来、東京タワーと前橋中継局からFM波で放送しているが、2018年9月限りで地デジテレビを含む地上波放送を廃止して同年10月以降はBSデジタル放送に一本化。radikoでの配信は引き続き実施していたが、2024年3月31日で終了）と、東日本大震災発生直後に「復興radiko」と称して期間限定で配信された岩手・宮城・福島・茨城の放送局を除き、県域免許制度等に配慮し放送地域が限定されている（有料のradikoプレミアムでは一部の番組を除いて地域外の放送局を聴取できる）。

#### 韓国
大韓民国では、ほぼ全ての地上波道域ラジオ局でインターネットラジオが実施されており、地上波放送よりも多く聴かれていることから、ラジオ放送の主要メディアにまで発展している。
日本の地上波ラジオと異なり、全世界を対象に配信されているため、オリンピック中継はインターネットラジオの実施開始に合わせて放送を打ち切っている（少なくとも2000年シドニーオリンピック辺から）。IOCが定める放映権はインターネット配信全般も含まれている替わりに、実施対象国のみに限られる制約のため。
基本的に無料配信であるため、FIFAが定める放映権で有料での放送・配信が認められていないFIFAワールドカップ中継は韓国戦や決勝戦を中心とした試合をインターネットラジオの実施開始後も持続している。

## インターネットラジオ事業者
- Category:インターネットラジオ局参照。
  - 特に日本の事例についてはCategory:日本のインターネットラジオ局参照。

### サイマル放送サービス
ここでは既存のラジオ放送局をインターネットでサイマル放送するものを挙げる。PCでの聴取対応可否や配信形式はそれぞれ異なる。有料サービスもある（局数は2021年4月現在）
- ラジオ放送をインターネットで同時並行配信するサービス。
  - radiko - 民放ラジオ99社101局とNHKラジオ第1・NHK-FMが参加。
  - NHKネットラジオ らじる★らじる - NHKラジオの放送をインターネットで同時並行配信するサービス。
- ラジオクラウド - ポッドキャスト型サービス。過去番組もシリーズで配信。ただし各ラジオ局の一部番組のみ配信（また、番組の一部分のみ配信）。全国の主要ラジオ局など64局に対応。
- AuDee - JFN系列局の番組などを配信。2020年9月までは同時並行配信も実施していた。
- コミュニティFMの自主制作番組をネット配信するサービス。
  - SimulRadio
  - JCBAインターネットサイマルラジオ
  - TuneIn Radio
  - ListenRadio
  - FM++
- SHOUTcast - SHOUTcastを利用したインターネットラジオ局の案内。2006年11月時点で700以上のラジオ局が登録されている。
- Pandora Radio